# Erfgooiersbos
Het Erfgooiersbos is een natuurgebied van het Goois Natuurreservaat bij station Hollandse Rading, ten zuiden van Hilversum.
Het bos vormt samen met Hengstenberg en het Dassenbos natuurterrein De Zuid. Het oorspronkelijke Erfgooiersbos, het laatste ‘oerbos’ in het Gooi, een uitgestrekt oerbos, verdween rond 1600 door houtkap grotendeels waarna er nog enkele eeuwen heide heeft gestaan.